# Kelley Jones
Ne doit pas être confondu avec Kelly Jones.
Pour les articles homonymes, voir Jones.
Kelley Jones est un dessinateur américain de comics né le 23 juillet 1962 à Sacramento (Californie). Il est plus particulièrement connu pour ses épisodes de Batman écrits par Doug Moench, et ceux de Sandman écrits par Neil Gaiman.

## Carrière
Kelley Jones a d’abord collaboré avec le scénariste Doug Moench et l’encreur John Beatty sur des récits autour du personnage de Batman, comme Dark Joker: The Wild et la trilogie vampirique initiée par Batman & Dracula: Red Rain. Ces deux histoires avaient un fond sombre et morose, même pour des comics de Batman, à la lisière de l’épouvante. Les fans furent partagés à propos du passage de Jones sur la série continue Batman entre 1995 et 1998, certains louant sa représentation gothique du Chevalier noir quand d’autres trouvaient son style trop radical. Adotpant un style et une ambiance non réalistes, Jones est réputé pour dessiner les oreilles sur le masque de Batman et les dentelures sur sa cape démesurément longues, lui donnant un aspect démoniaque. Il illustre ce titre presque sans discontinuer du numéro 515 au 552.
Outre Batman, Kelley Jones dessine également les arcs narratifs Dream Country et Season of Mists de la série Sandman, son style se prêtant naturellement à une histoire dans laquelle le personnage principal doit descendre aux Enfers pour délivrer une ancienne amante. À la fin des années 1980, Jones réinterprète le personnage de Deadman, qu’il transforme en spectre décharné. Son visage, auparavant celui d’un humain normal d’une pâleur crayeuse, ressemble désormais à un crâne. Plus récemment, il dessine la série The Crusades pour Vertigo (2000–2001) ainsi que la mini-série Conan: The Book of Thoth pour Dark Horse (2006), écrite par Kurt Busiek et Len Wein. Il travaille à l’adaptation en graphic novel du film Les Messagers pour ce même éditeur.
Depuis 1997, Kelley Jones a aussi réalisé plusieurs travaux en tant que scénariste pour Dark Horse, notamment plusieurs mini-séries et one shots mettant en scène sa création The Hammer (1997–1999) ; le one shot ZombieWorld: Eat Your Heart Out (1998) ; la mini-série The 13th Son (2005–2006).
En 2008, Jones illustre à nouveau les aventures de Batman, cette fois-ci dans une série en 12 épisodes intitulée Batman: Gotham After Midnight écrite par Steve Niles. En 2009, il fait de nouveau équipe avec Doug Moench sur leur personnage fétiche dans la série en 5 épisodes Batman: Unseen.
En 2019, Kelley Jones, qui a travaillé sur des illustrations pour la nouvelle série Creepshow  dévoile son adaptation inédite de 12 pages d'un des segments du film Creepshow, sur laquelle Marvel lui avait demandé de travailler en 1987, mais qui n'avait pas vu le jour.

## Œuvres

### DC Comics
- Manhunter vol.8 #3-4 (1988)
- Deadman: Love After Death #1-2 (1989)
- The Sandman: Dream Country (1990)
- The Sandman: Season of Mists (1991)
- Batman & Dracula: Red Rain (1992)
- Dark Joker: The Wild (1993)
- Batman: Bloodstorm (1994)
- Batman #515-519, 521-525, 527-532, 535-552 (février 1995 - mars 1998)
- Batman: Crimson Mist (1999)
- Batman: Haunted Gotham #1-4 (2000)
- The Crusades #1-20 (2001-2002)
- The Crusades: Urban Decree (2001)
- Batman: Gotham After Midnight #1-12 (2008–2009)
- Batman: Unseen #1-5 (2009)

### Dark Horse
- Aliens: Hive Books 1-5 (1993)
- Aliens: Havok Book 1 (1997)
- Grendel: Red, White, & Black (2005)
- Conan: Book of Thoth #1-4 (2006)

### Autres éditeurs américains
- Venom: The Madness (Marvel, 1993-1994)
- Magneto vol.2 #1-4 (Marvel, 1996-1997)
- Sherlock Holmes Volume 1: A Study in Scarlet (Idea + Design Works, 2009)
- Sherlock Holmes Volume 2: The Valley of Fear (Idea + Design Works, 2010)
- Sherlock Holmes Volume 3: Sherlock Holmes Stories (Idea + Design Works, 2010)

### En français

#### Périodiques
- Venom no 5 (Semic, 1996)
- Batman Legend nos 1 à 5 (Semic, 1996)
- Magnéto : Nouveau Départ dans Marvel Méga no 5 (Marvel France)

#### Albums
- Deadman : L’Amour après la mort (Comics USA)
  1. Et si on allait au cirque ? (1990)
  2. Acrobaties posthumes (1990)
- Aliens : L’Intrus tomes 1 et 2 (Dark Horse France, 1995)
- Sandman (Delcourt)
  1.  Domaine du rêve (2005)
  2. La Saison des brumes (2003)
- Batman & Dracula (Panini Comics, collection « Dark Side »)
  1. Pluie de sang (2008)
  2. L’Héritage de Dracula (2009)
  3. La Brume pourpre (2010)
- Batman : Minuit à Gotham (Panini Comics, collection « Big Books », 2010)

## Récompenses
- 1992 : Prix Eisner du meilleur histoire ou numéro (Best Story or Single Issue) pour Sandman n°22-28 : La Saison des brumes (avec Neil Gaiman)